# Burocracia

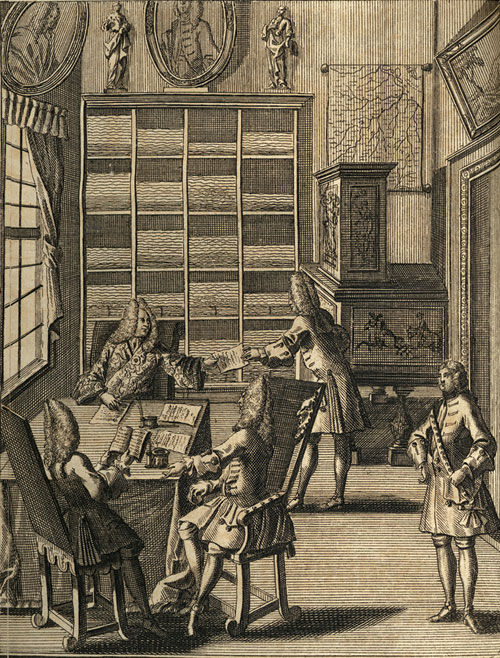
Schreibstube ("Escritório de escrita" alemão). Em 1719, Julius Bernhard von Rohr (1688-1742) publicou a obra "Einleitung zur Staats - und Cammer-Practic". Nesse contexto, ele usou o termo "Schreibstube", que se referia a um escritório burocrático ou repartição administrativa, onde eram redigidos documentos, conduzidas correspondências oficiais e realizadas tarefas administrativas.

Burocracia é uma forma de organização administrativa baseada em hierarquia bem definida, especialização funcional, normas formais e comunicação predominantemente escrita. O termo refere-se tanto a sistemas administrativos do setor público quanto do setor privado, caracterizando instituições com funções especializadas, cargos ocupados segundo critérios técnicos e procedimentos regidos por regulamentos codificados.
Popularmente, o termo é frequentemente empregado de forma pejorativa, para descrever administrações marcadas por excesso de formalismo, lentidão decisória, multiplicação de instâncias hierárquicas e um sistema que dificulta a responsabilização individual dos agentes — ver, por exemplo, o conceito de red tape.
Atualmente, a burocracia é o sistema administrativo dominante em instituições públicas e privadas. Estruturas hierarquizadas como as da administração pública, hospitais, universidades, empresas, partidos políticos e entidades profissionais operam segundo princípios burocráticos.
Há dois dilemas fundamentais na burocracia pública. O primeiro questiona se os burocratas devem ser autônomos ou diretamente responsáveis perante seus controladores políticos: o problema da autonomia. O segundo dilema está relacionado ao comportamento dos burocratas, isto é, se eles devem seguir estritamente as normas ou se eles têm margem de manobra para determinar soluções apropriadas para circunstâncias variadas: o problema da discricionariedade. 

## Etimologia
O termo grego antigo πυρρός, translit. purrós ("cor de fogo") deu origem à palavra latina burrus ("marrom avermelhado"),  da qual se originou, em latim vulgar, o termo bura(m), que designa um pano grosseiro de lã de cor marrom avermelhado, que, em francês, era chamado burel. Esse tecido (geralmente pardo, marrom ou preto), usado para confeccionar a vestimenta dos monges e penitentes, era também empregado para forrar a superfície sobre o qual se faziam contas e passou a designar a própria mesa de trabalho. O termo acabou por se estender às escrivaninhas das repartições públicas. Daí deriva a palavra bureau, que inicialmente se referia às mesas de trabalho cobertas com esse tecido e, posteriormente, por sinédoque, passou a designar todo o escritório.
A um negociante e funcionário do governo francês do século XVIII, Jacques Claude Marie Vincent, Seigneur de Gournay (1712-1759, economista), atribui-se a criação do termo bureaucratie, por volta de 1740. O termo se aplicava a todas as repartições públicas e tinha um sentido bem crítico e irônico. Embora Gournay não tenha deixado registro escrito da palavra, isso foi feito em uma carta de seu contemporâneo, o enciclopedista Barão von Grimm:
"O falecido M. de Gournay (...) costumava dizer: Temos […] uma doença que faz muitos estragos; essa doença se chama buromania. Às vezes ele se referia a isso como uma quarta ou quinta forma de governo, com o nome de burocracia."
Assim, "burocracia" é um termo híbrido, composto pelo francês, bureau (escritório) e pelo grego, krátos (poder ou regra), significando uma forma de dominação exercida por funcionários de escritórios. 
O primeiro uso conhecido da língua inglesa data de 1818, com a romancista irlandesa Lady Morgan referindo-se ao aparato usado pelos britânicos para subjugar sua colônia irlandesa como "a burocracia, ou tirania do escritório, pela qual a Irlanda tem sido governada por tanto tempo". Em meados do século XIX, a palavra apareceu em um sentido mais neutro, referindo-se a um sistema de administração pública em que os cargos eram ocupados por funcionários de carreira não eleitos.  Neste contexto, a "burocracia" era vista como uma forma distinta de gestão, muitas vezes subserviente a uma monarquia.
No contexto moderno, o fenômeno da burocracia é descrito Max Weber (1864-1920), sociólogo, jurista e economista político alemão. Weber foi o primeiro a desenvolver um conceito científico de burocracia, realizando numerosas considerações históricas e observando o desenvolvimento do Estado alemão nos anos da passagem do século XIX para o XX . Ele identificou que os poderes estatais do início dos tempos modernos estavam mais bem concentrados nas mãos daqueles príncipes que mais resolutamente seguiram o caminho da burocratização da administração. O autor conclui, então, que há uma forte ligação entre o desenvolvimento burocrático e o estabelecimento e fortalecimento do Estado moderno.
Posteriormente, vários os estudiosos descreveram e analisaram burocracias em sociedades modernas tendo como base o modelo weberiano.

## História

### Antiguidade

#### Suméria e Egito
Embora o termo "burocracia" tenha se originado em meados do século XVIII, sistemas administrativos organizados e consistentes existiam muito antes. O desenvolvimento da escrita (3.500 aC) e o uso de documentos escritos foram fundamentais para a administração desse sistema. O surgimento definitivo da burocracia ocorreu na antiga Suméria, onde uma classe emergente de escribas usava tabuletas de argila para administrar a colheita e para distribuir seus despojos.  O antigo Egito também tinha uma classe hereditária de escribas que administravam a burocracia do serviço público. 

#### China

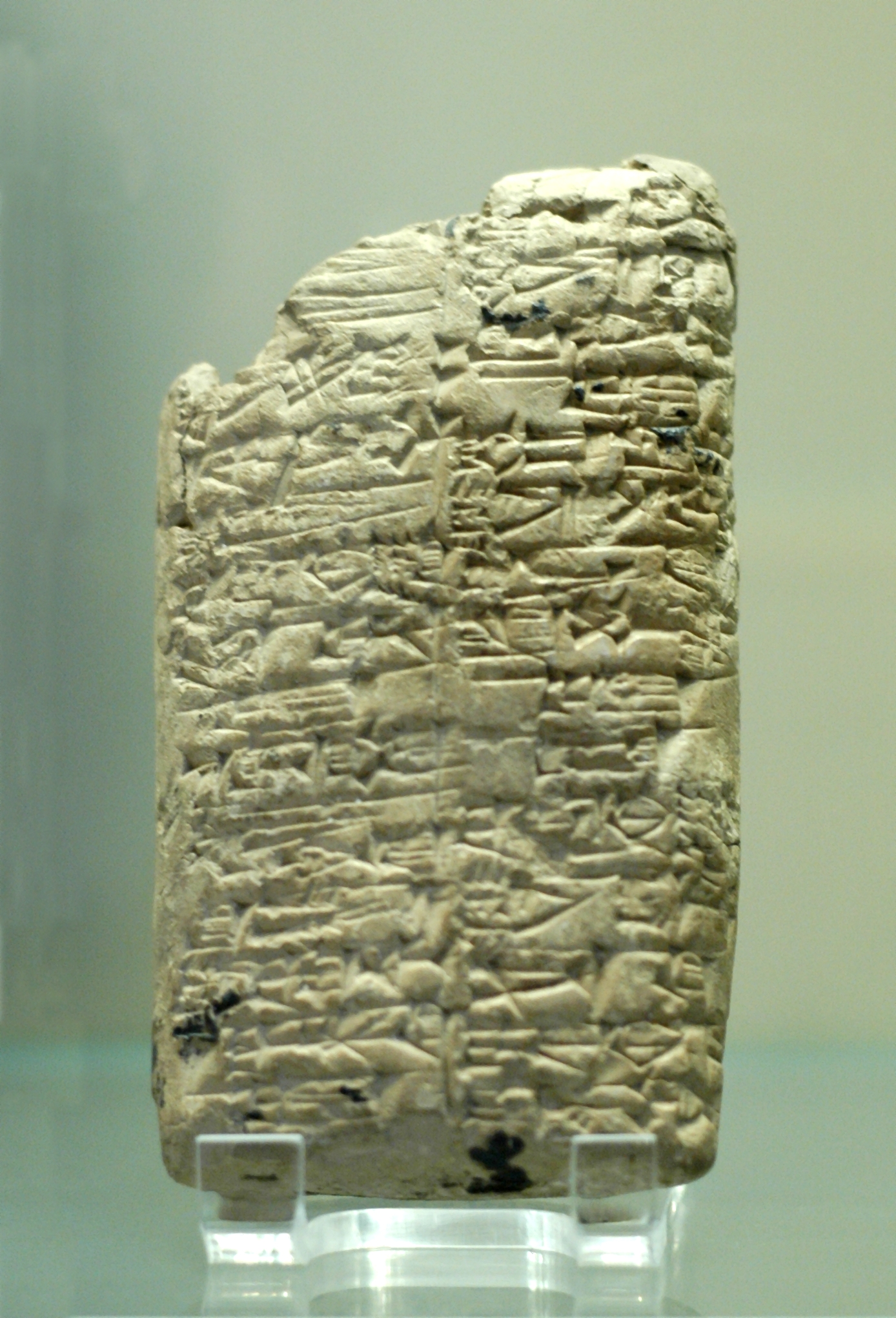
Lista das vitórias de Rimush, rei de Akkad, sobre Abalgamash, rei de Marhashi, e sobre Emahsini, rei de Elam, c. 2270 AC. É um exemplo de registro histórico-burocrático de escribas da Antiguidade.

A Dinastia Chin (221–206 aC) unificou a China sob o sistema legalista, e o imperador atribuiu a administração a funcionários dedicados em vez da nobreza (burocratas acadêmicos), iniciando um governo centralizado e burocrático na forma de um grande reino ou império. A forma de governo criada pelo primeiro imperador e seus assessores foi utilizada pelas dinastias posteriores para estruturar seu próprio governo.

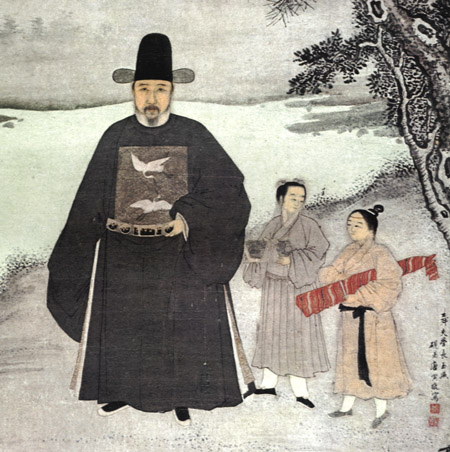
Um retrato da Dinastia Ming do oficial chinês Jiang Shunfu (1453–1504), agora no Museu de Nanjing. A decoração de duas caveiras em seu peito é um "distintivo de patente" que indica que ele era um funcionário civil de sexta patente. Página 282 da edição em brochura de Patricia Ebrey da Cambridge Illustrated History of China.

Sob esse sistema, o governo prosperou, pois indivíduos talentosos podiam ser mais facilmente identificados na sociedade transformada. A Dinastia Han (202 aC - 220 dC) estabeleceu uma complicada burocracia baseada nos ensinamentos de Confúcio, que enfatizou a importância do ritual na família, nos relacionamentos e na política. Com cada dinastia subseqüente, a burocracia evoluiu. Em 165 aC, o imperador Wen introduziu o primeiro método de recrutamento para o serviço público por meio de exames, enquanto o imperador Wu (c. de 141–87 aC) consolidou a ideologia confuciana na governança dominante. Ele instalou um sistema de recomendação e nomeação no serviço governamental, conhecido como xiaolian, e uma academia nacional, por meio da qual os funcionários selecionariam candidatos para participar de um exame dos clássicos confucionistas, no qual o imperador Wu escolheria e nomearia os melhores.
Na Dinastia Sui (581–618) e na subsequente dinastia Tang (618–907), a classe shi começaria a se apresentar por meio do sistema de concurso público totalmente padronizado, de recrutamento parcial daqueles que passaram nos exames padrão e ganharam um grau oficial. No entanto, o recrutamento por recomendações para o cargo ainda era proeminente em ambas as dinastias. Somente na dinastia Song (960-1279) o recrutamento daqueles que passaram nos exames e obtiveram diplomas recebeu maior ênfase e foi significativamente expandido, tornando-se meritocrática. O sistema de exames imperiais durou até 1905, seis anos antes do colapso da dinastia Qing, marcando o fim do sistema burocrático tradicional da China.

#### Roma
Uma hierarquia de pro cônsules regionais e seus representantes administravam configuraram a burocracia no Império Romano. As reformas de Diocleciano (imperador de 284 d.C a 305 d.C) dobraram o número de distritos administrativos e expandiram largamente a burocracia romana. O autor cristão primitivo Lactantius (ca. 240 — ca. 320 d.C) afirmou que as reformas de Diocleciano levaram a uma estagnação econômica generalizada, uma vez que "as províncias foram divididas em porções mínimas, e muitos presidentes e uma multidão de oficiais inferiores pesavam sobre cada um dos território."
Após a divisão do Império Romano, o Império Bizantino desenvolveu uma hierarquia administrativa notoriamente complicada e, no século XX, o termo "bizantino" passou a se referir a qualquer estrutura burocrática complexa.

### Idade Moderna

#### Reino Unido
No final do século XVIII, a proporção da burocracia fiscal para a população na Grã-Bretanha era de aproximadamente 1 funcionário em 1.300 indivíduos, quase quatro vezes o verificado na segunda nação mais fortemente burocratizada, a França. Em vez do sistema ineficiente e muitas vezes corrupto de cobrança de impostos que prevalecia em Estados absolutistas como a França, o Tesouro do Reino Unido era capaz de exercer controle sobre todo o sistema de receita tributária e gastos do governo. Thomas Taylor Meadows, cônsul da Grã-Bretanha em Xangai de 1859 a 1863, argumentou em suas "Notas desconexas sobre o governo e o povo da China" (1847), que "a longa duração do império chinês é única e totalmente devida ao bom governo que consiste apenas no avanço de homens de talento e mérito", e que os britânicos deveriam reformar seu serviço público tornando a instituição meritocrática. 
Influenciado pelo antigo exame imperial chinês, o Relatório Northcote-Trevelyan, de 1854, recomendou que o recrutamento no Império Britânico fosse baseado no mérito, determinado por meio de concurso; que os candidatos deveriam ter uma educação geral sólida para permitir transferências interdepartamentais; e que a promoção deveria se dar por conquistas, em vez de "preferência, patrocínio ou aquisição". Isso levou à implementação do chamado "Serviço Público de Sua Majestade" (Serviço Público do Império Britânico), como uma burocracia sistemática e meritocrática do serviço público. 
Assim como na China, o ingresso no serviço público britânico geralmente se baseava em uma educação geral nos clássicos antigos, que da mesma forma conferiam maior prestígio aos burocratas. O ideal Cambridge-Oxford do serviço civil era idêntico ao ideal confucionista de uma educação geral em assuntos mundiais através do humanismo. No século XX, o estudo dos clássicos, da literatura, da história e das línguas permaneceram fortemente favorecidos nos exames do serviço público britânico. No período de 1925–1935, cerca de 67% dos ingressantes no serviço público britânico consistiam em jovens formados nesses saberes. Como a consideração de valores pessoais do modelo chinês, o modelo britânico também levou em conta o físico e o caráter pessoal dos seus servidores. 

#### França
Como os britânicos, o desenvolvimento da burocracia francesa foi influenciado pelo sistema chinês. Sob Luís XIV da França, a antiga nobreza não tinha poder nem influência política, sendo seu único privilégio a isenção de impostos. Os nobres insatisfeitos reclamaram desse estado de coisas "antinatural" e descobriram semelhanças entre a monarquia absoluta e o despotismo burocrático. Com a tradução de textos confucionistas durante o Iluminismo, o conceito de meritocracia chegou aos intelectuais do Ocidente, que a viam como uma alternativa ao tradicional Antigo Regime da Europa. Mesmo no século XVIII, o sistema burocrático chinês era considerado por Ocidentais como favorável aos governos europeus por sua aparente meritocracia; Voltaire afirmou que os chineses haviam "aperfeiçoado a ciência moral" e François Quesnay defendia um sistema econômico e político modelado como o dos chineses. Os governos da China, Egito, Peru e da Imperatriz Catarina II da Rússia foram considerados modelos de Despotismo Iluminado, admirados por figuras como Diderot, D'Alembert e Voltaire.
A França napoleônica adotou o sistema meritocrático e logo viu uma rápida e dramática expansão do governo, acompanhada pela ascensão do serviço público francês e seus complexos sistemas burocráticos. Esse fenômeno ficou conhecido como "buromania" (da junção das palavras burocracia + mania). No início do século XIX, Napoleão tentou reformar as burocracias da França e de outros territórios sob seu controle pela imposição do Código Napoleônico. Mas, paradoxalmente, isso levou a um crescimento ainda maior da burocracia . Os exames do serviço público francês adotados no final do século XIX também foram fortemente baseados em estudos culturais gerais. Esses recursos foram comparados ao modelo chinês anterior.

#### Império Axante
O governo do Império Axante,  estado pré-colonial da África Ocidental, correspondente à atual região Axânti, em Gana, criado pelo povo akan e independente de 1701 a 1896, foi construído sobre uma burocracia sofisticada, com ministérios separados que cuidavam do tratamento dos assuntos do Estado, como o Ministério das Relações Exteriores. Apesar do pequeno tamanho do seu escritório, este Ministério permitiu ao Estado realizar negociações complexas com potências estrangeiras, sendo dividido em departamentos que cuidavam das relações axante separadamente com os britânicos, franceses, holandeses e árabes. Estudiosos da história axante, como Larry Yarak e Ivor Wilkes, discordam sobre o poder dessa burocracia em comparação com os demais estudiosos da cultura axante. No entanto, ambos concordam que era sinal de um governo desenvolvido, com um complexo sistema de freios e contrapesos.

#### Apogeu e revisão
Em meados do século XIX, as formas burocráticas de administração estavam firmemente instaladas em todo o mundo industrializado. Pensadores como John Stuart Mill e Karl Marx começaram a teorizar sobre as funções econômicas e as estruturas de poder da burocracia na vida contemporânea. Max Weber foi o primeiro a endossar a burocracia como uma característica necessária da modernidade e, no final do século XIX, as formas burocráticas começaram a se espalhar do governo para outras instituições de grande escala. 
Dentro dos sistemas capitalistas, as estruturas burocráticas informais começaram a aparecer na forma de hierarquias de poder corporativo, conforme detalhado em obras de meados do século XX, como "The Organization Man" (O Homem da Organização, 1956) de William H. Whyte  e "The Man in the Grey Flannel Suit" (O Homem do Terno de Flanela Cinza, 1955) de Sloan Wilson. Enquanto isso, nas nações da União Soviética e do Bloco Oriental, uma poderosa classe de administradores burocráticos chamada nomenklatura governava quase todos os aspectos da vida pública.
A década de 1980 trouxe uma reação contra as percepções de "grande governo" e da burocracia a ele associada. Políticos como Margaret Thatcher e Ronald Reagan ganharam poder prometendo eliminar as burocracias reguladoras do governo, que eles consideravam autoritárias, e devolver a produção econômica a um modo mais puramente capitalista, que eles consideravam mais eficiente. No mundo dos negócios, gerentes como Jack Welch ganharam fortuna e renome eliminando estruturas burocráticas dentro das corporações. Ainda assim, no mundo moderno, a maioria das instituições organizadas depende de sistemas burocráticos para gerenciar informações, processar registros e administrar sistemas complexos, embora o declínio da papelada e o uso generalizado de bancos de dados eletrônicos estejam transformando a maneira como as burocracias funcionam.

## Teorias

### Karl Marx
Karl Marx (filósofo alemão, 1818-1883) teorizou sobre o papel e a função da burocracia em sua Crítica da Filosofia do Direito de Hegel, publicada em 1843. Em Filosofia do Direito, Hegel apoiou o papel de funcionários especializados na administração pública, embora ele próprio nunca tenha usado o termo "burocracia" . Em contraste, Marx se opunha à burocracia. Marx postulou que, embora a burocracia corporativa e a governamental pareçam operar em oposição, na verdade elas dependem uma da outra para existir. Ele escreveu que "A Corporação é a tentativa da sociedade civil de se tornar Estado; mas a burocracia é o Estado que realmente se transformou em sociedade civil."  Para ele, a burocracia era um sintoma do Estado burguês e desapareceria junto com o capitalismo. Embora não fossem o sistema que Marx tinha em mente, as sociedades socialistas do século XX acabaram sendo mais burocráticas do que as formas de governos que substituíram. Do mesmo modo, depois que as economias capitalistas desenvolveram os sistemas administrativos necessários para sustentar seus extensos Estados de bem-estar social, a ideia de que a burocracia seria predominante em governos socialistas dificilmente poderia ser mantida. 

### John Stuart Mill
Escrevendo no início da década de 1860, o cientista político John Stuart Mill (1806-1873, pensador britânico do século XIX) teorizou que monarquias bem-sucedidas eram essencialmente burocracias e encontrou evidências de sua existência na China Imperial, no Império Russo e nos regimes da Europa. Ele se referiu à burocracia como uma forma distinta de governo, separada da democracia representativa. Ele acreditava que as burocracias tinham certas vantagens, principalmente o acúmulo de experiência daqueles que realmente conduziam os negócios do Estado. No entanto, ele acreditava que essa forma de governo se comparava mal ao governo representativo, pois dependia de nomeação em vez de eleição direta. John S. Mill escreveu que, em última análise, a burocracia sufoca a mente e que "uma burocracia sempre tende a se tornar uma pedantocracia". 

### Max Weber
O aparato burocrático totalmente desenvolvido compara-se com outras formas de organização exatamente como a máquina com os modos de produção não mecânicos. Max Weber. 
O sociólogo, jurista e economista político alemão Max Weber concebe a burocracia como a forma mais racional e eficiente de administração dentro do tipo de dominação racional-legal, uma das três formas legítimas de dominação identificadas por ele, ao lado da dominação tradicional e da dominação carismática. Essa forma de dominação está baseada na crença na legalidade de regras impessoais e no direito dos detentores do poder de exercerem autoridade conforme essas normas.  O conceito foi mais bem desenvolvido no livro Economia e Sociedade, uma compilação de escritos organizada e publicada postumamente, na Alemanha, por sua esposa Marianne Weber, em 1922.
A burocracia, segundo Weber, é a estrutura organizacional típica do Estado moderno e das grandes organizações públicas e privadas. Seu funcionamento se ancora na separação entre os cargos e seus ocupantes, na competência técnica e na aplicação impessoal das normas legais. Ela se configura como a "encarnação mais pura" da racionalidade formal ocidental.

##### Estrutura e funcionamento
Para Weber, a burocracia se constitui por meio de uma série de características formais que a distinguem de outros tipos de dominação. São elas: 
- As normas são fixas, sistematizadas e aplicadas universalmente;
- A organização é estruturada como uma hierarquia de cargos com competência claramente definida;
- Os funcionários são nomeados segundo qualificação técnica, e não por eleição, sorteio ou laços pessoais;
- O exercício do cargo é regido por regras formais e supervisionado por superiores hierárquicos;
- A relação entre o funcionário e sua função é impessoal, e seus deveres são independentes de sua vontade subjetiva;
- O trabalho burocrático é exercido como profissão exclusiva e contínua, com salário fixo, progressão funcional e aposentadoria;
- Toda a comunicação e decisão é registrada por escrito e arquivada formalmente.

A burocracia, assim, busca garantir previsibilidade, eficiência e legalidade à ação administrativa, eliminando arbitrariedades e subjetivismos.

##### Exemplos apresentados por Weber
Weber ilustra o funcionamento da burocracia com exemplos históricos e comparativos. Ele observa que a expansão do aparato burocrático moderno ocorreu paralelamente ao desenvolvimento do direito codificado, da administração financeira e da militarização profissional dos Estados europeus. O caso paradigmático, para ele, é a administração do Estado prussiano, cuja organização militar e civil atingiu alto grau de racionalização nos séculos XIX e XX.
Em contraste, Weber cita como exemplos de dominação tradicional os sistemas de administração baseados em laços pessoais, como a estrutura feudal ou o patrimonialismo dos impérios asiáticos. No caso da dominação carismática, ele usa como exemplo os líderes religiosos ou revolucionários, cuja autoridade se baseia em atributos pessoais extraordinários, como os de Jesus, Maomé ou Napoleão Bonaparte em seus momentos de ascensão.
O modelo burocrático moderno diferencia-se desses tipos por sua base jurídica e técnica. Para Weber, “[...] nenhum corpo administrativo tem chance de sobrevivência se não obedecer ao princípio da competência técnica”.

##### Implicações políticas e sociais
Weber reconhece na burocracia um elemento indispensável ao funcionamento dos Estados modernos e das grandes organizações. No entanto, ele também expressa preocupação com o processo de burocratização da vida social e política. A administração burocrática tende a concentrar o saber e os meios de controle nas mãos de uma elite técnica, reduzindo a autonomia dos governantes e, em muitos casos, tornando-se um poder em si mesma.
Ele alerta que a dominação burocrática é "difícil de destruir" porque repousa sobre eficiência objetiva e previsibilidade. Esse caráter torna a burocracia quase irresistível, inclusive em regimes autoritários, como observado na Prússia e no Império Alemão. Mesmo sistemas democráticos operam sob a lógica da administração técnica, pois ela oferece estabilidade e controle.
Essa tendência pode levar àquilo que Weber descreve como uma “gaiola de ferro” (stahlhartes Gehäuse), expressão que descreve as consequências sociais e existenciais da racionalização extrema promovida pelo aparato burocrático moderno.
Na visão de Weber, a burocracia, por operar com base em normas impessoais, especialização técnica e previsibilidade, representa a forma mais eficaz de administração. No entanto, essa racionalidade instrumental, quando expandida a todas as esferas da vida social, tende a aprisionar os indivíduos em estruturas rígidas de controle, tornando-os dependentes de normas e procedimentos formais para cada aspecto da existência.

### Woodrow Wilson
Enquanto professor no Bryn Mawr College, o 28o presidente norteamericano Woodrow Wilson (1856-1924) escreveu um ensaio acadêmico em 1887 intitulado The Study of Administration ("Um estudo da Administração"), onde descreveu a burocracia como um quadro profissional desprovido de fidelidade à política passageira. Wilson defendia uma burocracia que
"... faz parte da vida política apenas como os métodos da casa de contabilidade fazem parte da vida da sociedade; apenas como a maquinaria faz parte do produto manufaturado. Mas é, ao mesmo tempo, elevada muito acima o nível monótono de mero detalhe técnico pelo fato de que, através de seus princípios maiores, está diretamente conectado com as máximas duradouras da sabedoria política, as verdades permanentes do progresso político”.
Wilson não defendeu a substituição do governo pelos burocratas, ele simplesmente aconselhou que "as questões administrativas não são questões políticas. Embora a política defina as tarefas da administração, não se deve permitir que ela manipule seus cargos". Este ensaio tornou-se uma base para o estudo da administração pública nos Estados Unidos da América.

### Ludwig von Mises
Em sua obra Burocracia, de 1944, o economista austríaco Ludwig von Mises (1881-1973) - notório pensador liberal - comparou a gestão burocrática à gestão do lucro. A gestão do lucro, argumentou ele, é o método mais eficaz de organização quando os serviços prestados podem ser constatados e controlados pelo cálculo econômico de lucros e perdas. Quando, porém, o serviço em questão não pode ser submetido ao cálculo econômico, é necessária a gestão burocrática. Ele não se opôs à administração universalmente burocrática; ao contrário, ele argumentou que a burocracia é um método indispensável para a organização social, pois é o único método pelo qual a lei pode se tornar suprema e proteger as pessoas contra a arbitrariedade despótica.
Usando o exemplo da Igreja Católica, ele destacou que a burocracia só é apropriada para uma organização cujo código de conduta não está sujeito a mudanças. Ele então argumentou que as reclamações sobre a burocratização geralmente se referem não à crítica dos próprios métodos burocráticos, mas à "intromissão da burocracia em todas as esferas da vida humana". Mises viu processos burocráticos funcionando tanto na esfera privada quanto na pública; no entanto, ele acreditava que a burocratização na esfera privada só poderia ocorrer como consequência da interferência excessiva do Estado. Segundo ele, "o que deve ser percebido é apenas que a camisa de força da organização burocrática paralisa a iniciativa do indivíduo; na sociedade de mercado capitalista um inovador ainda tem uma chance de sucesso, de progresso e melhoria", no entanto, sem a "intromissão da burocracia em todas as esferas da vida humana".

### Robert K. Merton
O sociólogo americano Robert K. Merton (1910-2003) expandiu as teorias da burocracia de Max Weber em seu trabalho Teoria Social e Estrutura Social, publicado em 1957. Embora Merton concordasse com certos aspectos da análise de Weber, ele também observou os aspectos disfuncionais da burocracia, que atribuiu a uma "incapacidade treinada" resultante de "excesso de conformidade". Ele acreditava que os burocratas são mais propensos a defender seus próprios interesses arraigados do que agir para beneficiar a organização como um todo, e que o orgulho de seu ofício os torna resistentes a mudanças nas rotinas estabelecidas. Merton afirmou que os burocratas enfatizam a formalidade sobre as relações interpessoais e foram treinados para ignorar as circunstâncias especiais de casos particulares".

### Elliot Jaques
Em seu livro Uma teoria geral da democracia, publicado pela primeira vez em 1976, Elliott Jaques (1917-2003, médico canadense) descreve a descoberta de uma estrutura subjacente universal e uniforme de níveis gerenciais ou de trabalho na hierarquia burocrática para qualquer tipo de sistema de emprego.
Elliott Jaques argumenta e apresenta evidências de que, para que a burocracia forneça uma contribuição valiosa para a sociedade aberta, algumas das seguintes condições devem ser atendidas:
- O número de níveis em uma hierarquia burocrática deve corresponder ao nível de complexidade do sistema de emprego para o qual a hierarquia burocrática é criada (Elliott Jaques identificou no máximo 8 níveis de complexidade para hierarquias burocráticas).
- Os papéis dentro de uma hierarquia burocrática diferem no nível de complexidade do trabalho.
- O nível de complexidade do trabalho nas funções deve corresponder ao nível de capacidade humana dos titulares da função (Elliott Jaques identificou no máximo 8 níveis de capacidade humana).
- O nível de complexidade do trabalho em qualquer função gerencial dentro de uma hierarquia burocrática deve ser um nível superior ao nível de complexidade do trabalho das funções subordinadas.
- Qualquer função gerencial em uma hierarquia burocrática deve ter responsabilidades e autoridades gerenciais totais (vetar seleção para a equipe, decidir tipos de tarefas e atribuições de tarefas específicas, decidir eficácia e reconhecimento pessoal, decidir o início da remoção da equipe dentro do devido processo).
- As responsabilidades e autoridades do trabalho lateral devem ser definidas para todos os papeis na hierarquia (7 tipos de responsabilidades e autoridades do trabalho lateral: garantia, assessoria, obtenção e prestação de serviços, coordenação, monitoramento, auditoria, prescrição).[28]

A definição de hierarquia burocrática efetiva por Elliott Jaques é importante não apenas para a sociologia, mas também para a psicologia social, antropologia social, economia, política e filosofia social. Eles também têm uma aplicação prática em negócios e estudos administrativos.

## Burocracia e democracia
Como todo Estado Moderno, as democracias atuais são altamente burocratizadas. Diversas dessas burocracias têm influência na preservação do sistema político existente porque estão focadas principalmente em defender o país e o Estado de ameaças políticas internas e externas. Uma vez que essas instituições freqüentemente operam de forma autônoma e são, na maioria das vezes, protegidas da política, elas frequentemente não têm afiliação com nenhum partido ou grupo político em particular. Por exemplo, oficiais civis britânicos leais trabalham tanto para os partidos conservadores quanto para os trabalhistas. No entanto, ocasionalmente, um grupo pode assumir o controle de um Estado burocrático, como os nazistas fizeram na Alemanha na década de 1930. 
Embora numerosos ideais associados à democracia, como igualdade, participação e individualidade, estejam em total contraste com aqueles associados à burocracia moderna, especificamente hierarquia, especialização e impessoalidade, os teóricos políticos não reconheceram a burocracia como uma ameaça à democracia. Por outro lado, os teóricos democráticos ainda não desenvolveram uma solução suficiente para o problema que a autoridade burocrática representa para o governo democrático. 

## Anéis burocráticos
No Brasil, o sociólogo e político Fernando Henrique Cardoso desenvolveu o conceito de "anéis burocráticos" de poder (1975) para descrever um mecanismo informal de acesso privilegiado às decisões e aos recursos estatais através de agencias burocráticas por  determinados grupos econômicos. Essa relação íntima foi percebida em governos autoritários brasileiros como uma estratégia desenvolvimentista. Os "anéis burocráticos" indicam redes de informação e de pressão (ou seja, de poder), que articulavam diferentes setores do Estado, incluindo as Forças Armadas, e vários segmentos industriais, notadamente de São Paulo, uma espécie de balcanização do Estado. Esse fenômeno não diz respeito a lobbies e prescinde de um cenário em que a estrutura do Estado e da sociedade civil é menos definida e racionalizada.